# Cumengeite
La cumengeite (simbolo IMA: Cge) è un minerale molto raro della classe dei minerali degli "alogenuri" con composizione chimica Pb21Cu20Cl42(OH)40·6H2O e quindi chimicamente un alogenuro idrossilato di piombo-rame.

## Etimologia e storia
Il minerale è stato scoperto per la prima volta da Edouard Cumenge, un mineralogista e ingegnere minerario francese. Al momento della scoperta, Cumenge era direttore della compagnia mineraria francese che gestiva la miniera di Amelia vicino a Santa Rosalía (comune di Mulegé) nello stato della Bassa California del Sud (Messico). Nel 1890 inviò alcuni campioni di cristalli blu di un minerale classificato localmente come sconosciuto al suo ex professore François Ernest Mallard. Riconobbe che si trattava davvero di una nuova specie minerale e le diede il nome di cumengeite in onore del suo scopritore, ma con l'ortografia cumengéite.
Dal 2008, questa ortografia è stata screditata, in quanto il cognome del suo scopritore si scrive senza accento acuto.
Il campione tipo del minerale è esposto al Museo nazionale di storia naturale di Francia a Parigi con i numeri di collezione 93.252 e 95.98 e all'École nationale supérieure des mines de Saint-Étienne a Saint-Étienne.

## Classificazione
Già nell'obsoleta 8ª edizione della sistematica minerale secondo Strunz, la cumengeite apparteneva alla classe minerale degli "alogenuri" e quindi alla sottoclasse degli "alogenuri di ossido", dove insieme a boleite, chloroxiphite, diaboleite, ematofanite, pseudoboleite e percylite (nel frattempo screditata essendo una miscela) forma il "gruppo della boleite-diaboleite-ematofanite" con il sistema nº III/C.04.
Nella Sistematica dei lapis (Lapis-Systematik) di Stefan Weiß, che è stata rivista e aggiornata l'ultima volta nel 2018 e che si basa ancora su questa vecchia edizione di Strunz per considerazione verso i collezionisti privati e le collezioni istituzionali, al minerale è stato assegnato il sistema e al minerale nº III/D.12-40. In tale Sistematica ciò corrisponde a quello del dipartimento degli "alogenuri di ossido", dove la cumengeite forma un gruppo indipendente, ma senza nome, insieme a bideauxite, boleite, chloroxiphite, diaboleite, ematofanite, pseudoboleite, siidraite e yedlinite.
La 9ª edizione della sistematica minerale di Strunz, che è stata aggiornata l'ultima volta dall'Associazione Mineralogica Internazionale (IMA) nel 2024, classifica la cumengeite nella classe di "3.D Ossialogeni, idrossialogeni e alogeni doppi correlati". Tuttavia, questa è ulteriormente suddivisa in base ai metalli predominanti nel composto, in modo che il minerale possa essere trovato in base alla sua composizione nella suddivisione "3.DB Con Pb, Cu, ecc.", dove è l'unico membro a formare il gruppo senza nome 3.DB.20.
Anche la classificazione secondo Dana dei minerali, che viene utilizzata principalmente nel mondo anglosassone, classifica la cumengeite nella classe degli "alogenuri" e lì nella sottoclasse degli "ossialogenuri e idrossialogenuri". Qui è l'unico membro del gruppo senza nome 10.06.07 all'interno della suddivisione "Ossialogenuri e idrossialogenuri con formula AmBn(O,OH)pXq".

## Abito cristallino
La cumengeite cristallizza nel sistema tetragonale nel gruppo spaziale I4/mmm (gruppo nº 139) con i parametri del reticolo a = 15,06 Å e c = 24,44 Å così come due unità di formula per cella unitaria.

## Origine e giacitura
La cumengeite si forma come un tipico minerale secondario nella zona di ossidazione dei depositi di piombo-rame. Solo raramente si trovano singoli cristalli con un aspetto pseudo-ottaedrico o pseudo-cubo-ottaedrico. Molto più frequenti sono le adesioni orientate (epitassia) della boleite cubica o pseudoboleite e della cumengeite piramidale. In questo contesto, la "Miniera di Amelia" vicino a Santa Rosalía in Messico rappresenta la località tipo di questi tre minerali, dove finora sono stati trovati i cristalli più grandi con un diametro di circa 3,5 cm.
Oltre ai minerali di adesione già menzionati, quelli di accompagnamento includono atacamite, anglesite, cerussite, gesso e fosgenite.
La cumengeite è stata rinvenuta in tutto il mondo in un totale di 36 siti: Broken Hill, Clarendon (Australia Meridionale), Penguin (Tasmania) e Ashburton Downs/Pilbara (Contea di Ashburton) in Australia; nei pressi di Goslar e Lautenthal (Bassa Sassonia) e nella zona mineraria di Essen (Renania Settentrionale-Vestfalia) in Germania; a Laurio in Grecia; sul Vesuvio, vicino a Varenna, Villaputzu e in provincia di Livorno in Italia; nei pressi di Nandraž/Distretto di Revúca in Slovacchia; a Vegadeo in Spagna; in diversi luoghi nelle regioni britanniche dell'Inghilterra e del Galles; presso la Painted Rock nel Carrizo Plain National Monument dell'Arizona (Stati Uniti).

## Forma in cui si presenta in natura
La cumengeite raramente sviluppa cristalli isolati di dimensioni fino a otto centimetri. Il minerale è traslucido con una lucentezza simile al vetro sulle superfici e di colore blu indaco.